# Van Velzen
Van Velzen, właściwie Roel van Velzen (ur. 20 marca 1978 w Delfcie) – holenderski muzyk.

## Życiorys
Van Velzen urodził się w 1978 w muzycznej rodzinie. Już w młodości rozpoczął naukę gry na pianinie. Wkrótce później rozpoczął naukę gry na gitarze. Na arenie międzynarodowej zasłynął już na początku swojej profesjonalnej kariery kawałkiem Baby Get Higher. Wkrótce potem wydał swój debiutancki album pt. Unwind. Van Velzen swoją muzyką zasłynął głównie w Holandii, Belgii i Niemczech. Sławę na szerszej arenie zdobył dzięki współpracy z Arminem van Buurenem, podczas wspólnego nagrania utworu Broken Tonight.

## Dyskografia

### Albumy
- 2006 - Unwind
- 2007 - Take me In
- 2009 - Hear me out

### Single
| Rok  | Tytuł                                               | Album       | Pozycja | Pozycja | Pozycja |
| Rok  | Tytuł                                               | Album       | BEL     | NED     | POL     |
| ---- | --------------------------------------------------- | ----------- | ------- | ------- | ------- |
| 2006 | "Baby Get Higher"                                   | Unwind      | -       | -       | -       |
| 2006 | "Burn"                                              | Unwind      | -       | -       | -       |
| 2007 | "Deep"                                              | Unwind      | -       | -       | -       |
| 2007 | "Shine A Little Light"                              | Unwind      | -       | -       | -       |
| 2008 | "When Summer Ends"                                  | Take Me In  | -       | -       | -       |
| 2009 | "On My Way"                                         | Take Me In  | -       | -       | -       |
| 2009 | "Love Song"                                         | Take Me In  | -       | -       | -       |
| 2009 | "Broken Tonight" (feat. Armin van Buuren)           | Hear me out | -       | -       | -       |
| 2010 | "Take Me Where I Wanna Go" (feat. Armin van Buuren) | Mirage      | -       | -       | -       |